# Burlington (Nova Jersey)
Burlington és una població dels Estats Units a l'estat de Nova Jersey. Segons el cens del 2007 tenia 9.485 habitants.

## Demografia
Segons el cens del 2000, Burlington tenia 9.736 habitants, 3.898 habitatges, i 2.522 famílies. La densitat de població era de 1.253 habitants/km².
Dels 3.898 habitatges en un 27,8% hi vivien nens de menys de 18 anys, en un 41,6% hi vivien parelles casades, en un 17,8% dones solteres, i en un 35,3% no eren unitats familiars. En el 29,9% dels habitatges hi vivien persones soles el 14,3% de les quals corresponia a persones de 65 anys o més que vivien soles. El nombre mitjà de persones vivint en cada habitatge era de 2,48 i el nombre mitjà de persones que vivien en cada família era de 3,09.
Per edats la població es repartia de la següent manera: un 23,9% tenia menys de 18 anys, un 7,7% entre 18 i 24, un 29,8% entre 25 i 44, un 21,8% de 45 a 60 i un 16,8% 65 anys o més.
L'edat mediana era de 38 anys. Per cada 100 dones de 18 o més anys hi havia 84,3 homes.
La renda mediana per habitatge era de 43.115 $ i la renda mediana per família de 47.969 $. Els homes tenien una renda mediana de 38.012 $ mentre que les dones 28.022 $. La renda per capita de la població era de 20.208 $. Aproximadament el 5,4% de les famílies i el 8% de la població estaven per davall del llindar de pobresa.

## Fills il·lustres
- James Fenimore Cooper (1789 - 1851) novel·lista .

## Poblacions més properes
El següent diagrama mostra les poblacions més properes.